# Itsy Bitsy Spider
Itsy Bitsy Spider (или Eensy Weensy Spider) — популярная детская английская песенка о паучке, пытающемся взобраться куда-то по внутренней поверхности водосточной трубы (или чайного носика). Авторство её неизвестно, зафиксирована она первоначально в 1940-1950-х годах в различных сборниках фольклора и книжках с детскими стихами, которые родители читают своим детям. Согласно «Индексу народных песен Роуда» (англ. Roud Folk Song Index), имеет номер 11586.

## Основная версия
Английский оригинал:

The itsy bitsy spider went up the water spout.
Down came the rain, and washed the spider out.
Out came the sun, and dried up all the rain
And the itsy bitsy spider went up the spout again.
Вариант русского перевода:

По трубе по водосточной паучок взбирался,
Но полился дождь, и крошка смытым оказался.
Солнце вышло из-за тучки мокроту сушить, -
И опять по водостоку паучок спешит.

Русский текст - Леонид Зуборев (Зубарев): 
```
   МАЛЮТКА ПАУЧОК 
```

1. В трубе жил водосточной/
Малютка паучок./
Дождь хлынул ночью,/
Крошку смыл поток./
Солнце светит ярко,/
Дождь совсем исчез./ 
Паучок сказал: – Как жарко!/ 
Назад в трубу полез./
2. Под крышу он забился./
Плёл сеть что было сил./
Дождь ночью злился,/
Вновь беднягу смыл./ 
Солнце светит ярко,/
Дождь совсем исчез./
Паучок сказал: – Как жарко!/ 
Назад в трубу полез./
3. Наш паучок упрямый/
Раз в ванную проник./  
Там мылась мама,/
Вниз уплыл он вмиг./
День вышел яркий – /
Дождь совсем исчез./
Паучок сказал: – Как жарко!/ 
Назад в трубу полез./

## Пальчиковая гимнастика
Песенка эта циклическая, подобно стишку «У попа была собака». Используется она воспитателями в англоязычных дошкольных учреждениях. Исполнение сопровождается движениями рук (тоже с вариантами), которые изображают приключения паучка.
«Паучок лезет» — руками перед собой образуется «стоящий» «ромбик» путём соединения левого указательного и правого большого, и левого большого и правого указательного пальцев; нижняя пара пальцев расцепляется, верхняя остается соединенной, кисть одной руки поворачивается на 180 градусов по часовой стрелке, а другая одновременно — против часовой, и разъединенная пара пальцев оказывается опять соединённой уже сверху ромбика. Или соединяются в ромбик средний со средним и указательный с указательным, и совершаются движения — как будто кто-то на двух ножках идёт по зеркальной стене вверх (одна рука — как бы отражение другой).
Когда приходит дождик (down came the rain) — руки поднимаются вверх, и резко опускаются вниз и разводятся в стороны, когда дождик смыл паучка (washed the spider out). Руки по кругу поднимаются вверх, изображая появившееся солнце (out came the sun), а шевелящиеся при этом пальцы показывают высыхающий дождик (dried up all the rain).
Пальчиковая иллюстрация к последней строчке, когда паучок взбирается по трубе вновь, подобная начальной комбинации пальцев.

## Культурное влияние
- «Itsy Bitsy Spider» (song) — песню поет маленькая девочка в самом начале фильма «Оно» 1990 года по роману Стивена Кинга.
- «Itsy Bitsy Spider» — короткометражный семиминутный мультфильм 1992 года, на котором основан одноимённый американский мультсериал 1994—1996 гг.
- «Itsy Bitsy Spider» (song), дебютная песня датско-норвежской музыкальной диско-поп-группы «Joyspeed» (позже известна как группа «Aqua»)
- «Itsy Bitsy Spider» (song) Carly Simon
- «Itsy Bitsy Spider» — песня певицы EliZe[1]
- «Itsy Bitsy Spider» — песню поет героиня Мэг Райан в интимной сцене с Антонио Бандерасом (фильм 2008 года «Новый парень моей мамы»)
- «Itsy Bitsy Spider» — песню поёт мальчик по имени Джесси, в начале фильма «Пятница 13: часть 2» (фильм 1981 года)
- «Itsy Bitsy Spider» — песню поёт Урия Дан в 19 серии второго сезона мультсериала «Чародейки».

## Распространение на других языках
- Тапио Раутаваара — «Hämä-hämä-häkki» (на финском языке, 1951 год)